# Alina Wojtas
Alina Wojtas, née le 21 mars 1987 à Nowy Sącz, est une handballeuse internationale polonaise évoluant au poste d'arrière gauche.

## Palmarès

### Club
compétitions nationales
- championne de Norvège en 2015, 2016 et 2017 (avec Larvik HK)
- vainqueur de la coupe de Norvège en 2015, 2016 et 2017 (avec Larvik HK)
- championne de Pologne en 2010, 2013 et 2014 (avec MKS Lublin)
- vainqueur de la coupe de Pologne en 2010 et 2012 (avec MKS Lublin)

### Sélection nationale
- 4e du championnat du monde en 2013 en Serbie avec la Pologne[2]